# Équipe du Belize féminine de volley-ball
L'équipe de Belize de volley-ball féminin est composée des meilleures joueuses béliziennes sélectionnées par la Fédération Bélizienne de Volley-ball (Belize Volleyball Association, BVA). Elle n'est actuellement pas classée par la Fédération Internationale de Volleyball au 15 janvier 2010.

## Sélection actuelle
Sélection pour les qualifications aux Championnats du monde 2010.

Entraîneur :  Allan Sharp

## Palmarès et parcours

### Palmarès
Néant.